# Anagrus brasiliensis
Anagrus brasiliensis is een vliesvleugelig insect uit de familie Mymaridae. De wetenschappelijke naam is voor het eerst geldig gepubliceerd in 1997 door Triapitsyn.